# Driny
Driny ist der Name einer Höhle in den Kleinen Karpaten unter dem gleichnamigen Berg (434 m n.m.) bei der Gemeinde Smolenice (Okres Trnava). Es handelt sich zurzeit um die einzige Schauhöhle in der Westslowakei. Sie ist insgesamt 680 m lang, davon ist ein Großteil von der Slowakischen Höhlenverwaltung als Schauhöhle betrieben.
Der Eingang war bereits im 19. Jahrhundert bekannt. In den Schlusstagen des Deutschen Kriegs im Jahre 1866 lagerten beim Eingang preußische Soldaten. Aber erst in den 1920er Jahren waren die Entdeckungsbemühungen in vollem Gang. 1929 gelang es J. Banič (Sohn von Štefan Banič) und I. Vajsábel tiefer in den Karsttrichter-Kamin abzusteigen und 1932 erreichten sie die Höhle selbst, in 36 m Tiefe. 1935 wurde ein 175 m langer Teil mit provisorischer, seit 1943 dauerhaften elektrischen Beleuchtung eröffnet. Nach weiteren Entdeckungen wurde der Schauhöhlenbereich im Jahre 1959 weiter vergrößert. Seit 1968 ist die Höhle ein nationales Naturdenkmal der Slowakei.
Die Höhle bildet sich in dem mesozoischen Hornsteinkalk der unteren Kreide. Die Gänge (Chodba spolupracovníkov, Beňovského chodba, Chodba nádejí) wurden durch Regenwasser gebildet, das durch Störungen in den Untergrund geriet, daher sind sie eher schmal. Auch Saalräume wie Sieň Slovenskej speleologickej spoločnosti sind klein und entstanden an den Kreuzungen dieser Störungen. In der Höhle sind verschiedene Sintergebilde vorhanden, wie Sintervorhänge, Sinterwasserfälle, weiter pagodenartige Stalagmiten, verschiedene Stalaktite und Sinterbecken.
Die relative Feuchtigkeit beträgt 92 bis 97 %, die Lufttemperatur bewegt sich zwischen 7,1 und 7,8 °C im hinteren Teil. Trotz ihrer geringen Größe sind bis heute 11 Fledermausarten bekannt, wie die Kleine Hufeisennase (Rhinolophus hipposideros), die Große Hufeisennase (Rhinolophus ferrumequinum), das Große Mausohr (Myotis myotis), die Mopsfledermaus (Barbastella barbastellus) oder das Braune Langohr (Plecotus auritus).